# Montalbano (Ferrara)
Montalbano is een plaats (frazione) in de Italiaanse gemeente Ferrara.